# 高橋栄子
高橋 栄子（たかはし えいこ、1945年9月21日 - ）は、日本の元競泳選手。神奈川県出身。1964年東京オリンピック日本代表。100m・200mバタフライの元日本記録保持者。

## 経歴
別府市立山の手中学校、大分県立佐伯鶴城高等学校、別府大学出身。
1962年アジア競技大会に出場。100mバタフライで金メダル、400mメドレーリレーで銀メダルを獲得した。
1964年東京オリンピック日本代表に選出された。100mバタフライでは予選で1分8秒4、準決勝で1分7秒8と連続で日本新記録を更新して決勝に進出し、7位になった。400mメドレーリレーでは予選で4分40秒6の日本新記録を樹立、決勝では4位入賞を果たした。
1966年アジア競技大会に出場。100mバタフライに進出し、銀メダルを獲得した。